# فرانک تساجوت
فرانک تساجوت (انگلیسی: Frank Tsadjout؛ زادهٔ ۲۸ ژوئیهٔ ۱۹۹۹) بازیکن فوتبال اهل کامرون است.
از باشگاه‌هایی که در آن بازی کرده‌است می‌توان به باشگاه فوتبال رویال شارلوا اشاره کرد.